# Johann Ulrich Mayr
Johann Ulrich Mayr, född 1629 i Augsburg, död 1704 i Augsburg, var en tysk barockmålare.
Enligt Joachim von Sandrart var han son till målaren Susanna Mayr, vars far Johann Georg Fischer också var målare. Enligt RKD var han elev till Rembrandt i Amsterdam och var också elev till Jacob Jordaens i Antwerpen.